# Antonio Veracini
Antonio Veracini (Florença, 17 de janeiro de 1659 – id., 26 de outubro de 1733) foi um compositor e violinista italiano na era barroca. Era tio de Francesco Maria Veracini. Destacou-se como inovador da evolução da sonata e da técnica do violão.

## Biografia
Veracini nasceu em Florença, Itália, o filho mais velho de Francesco di Niccolò Veracini, um famoso violinista que dirigia uma escola de música, e com quem Antonio aprendeu a tocar violino. Quando a saúde de seu pai começou a piorar por volta de 1708, Antonio assumiu a direção da escola, onde ensinou violino a (entre outros) seu sobrinho Francesco Maria Veracini (1690-1768), mais tarde um famoso violinista e compositor por seus próprios méritos. Ao contrário de seu sobrinho, que viajava muito, Antonio raramente saía de Florença. Ele visitou Roma em duas ocasiões, onde acredita-se que conheceu Arcangelo Corelli, e em 1720 visitou brevemente Viena.
Antonio Veracini morreu com 74 anos.

## Composições
As únicas composições de Veracini que sobreviveram são as três edições impressas de sua música de câmara:
- Sonate a tre, para 2 violinos, viola ou archlute, e baixo contínuo (para órgão), op. 1 (Florença, 1692)
- Sonate da camera, para violino solo, op. 2 (Modena, c.1694)
- Sonate da camera a due, para violino, viola ou arqulute, e baixo contínuo (para cravo), op. 3 (Modena, 1696)

Ele é conhecido por ter composto pelo menos três oratórios, mas apenas os libretos impressos sobreviveram (Hill 2001).